# Athalia Schwartz
Athalia Schwartz (Copenaghen, 22 febbraio 1821 – Copenaghen, 2 novembre 1871) è stata una scrittrice e giornalista danese.
Pubblicò libri scolastici, poesie, drammi e racconti. Lavorò per il quotidiano Berlingske come critica teatrale. Scrisse anche in merito alle condizioni di vita delle prostitute in Inghilterra, Paesi Bassi e Belgio.

## Biografia
Figlia del maggiore Claus Conrad Schwartz (1796-1879) e di Karen Rasmine Baggesen (1796-1863). Maggiore di sei fratelli, quando il padre venne trasferito per lavoro a Frederikshavn e in seguito ad Aalborg, si occupò dell'istruzione dei suoi fratelli. Nel 1843 aprì una piccola scuola femminile ad Aalborg e studiò da autodidatta per sostenere l'esame che le permise di diventare capo dell'istituto. Fu la terza donna del paese ad ottenere tale qualifica.
Dopo la chiusura della sua scuola, nel 1853, si concentrò sulla scrittura, pubblicando saggi, testi scolastici e scrisse parecchi articoli per la stampa nazionale su temi relativi alla pedagogia, all'istruzione e al funzionamento delle scuole, pur continuando a insegnare privatamente anche ad altre donne che studiavano per diventare insegnanti. Lavorò anche come insegnante nella scuola di Louise Westergaard dal 1859 al 1862. Il suo primo libro venne pubblicato nel 1849, quando la sua scuola era ancora aperta: si intitolava Dansk Sproglære ed era un libro di testo sulla lingua danese.
Oltre alla saggistica, scrisse parecchie opere di narrativa e alcuni suoi libri furono tradotti in tedesco e svedese. Scrisse anche molte opere teatrali, tra cui Ruth, rappresentata al Teatro reale danese, la cui protagonista venne interpretata da Johanne Luise Heiberg.
Nel 1866 le venne conferita la borsa di studio Anckerska legatet, che utilizzò per viaggiare in Paesi Bassi, Belgio e Inghilterra, dove fece degli studi sulle condizioni di vita delle prostitute e sui motivi che portavano le donne ad intraprendere tale attività. Pubblicò i risultati di questi studi nel libro Om Stiftelserne til Sædelighedens Fremme del 1867.
Negli anni successivi lavorò come critica teatrale per il Berlingske e dal 1859 per Meïr Aron Goldschmidt, scrivendo sui suoi giornali scandinavi. Morì il 2 novembre 1871 all'età di 50 anni.

## Opere
- Dansk Sproglære (1849)
- Haandbog i Undervisningskunsten (1850)
- Betragtninger over den grasserende Emancipationsfeber (1851)
- En Contravisite hos Clara Raphael (1851)
- Vandringer med Danmarks Digtere (1851)
- Livsbilleder (1852-1861)
- Livets Konflikter (1853)
- Ruth (1853)
- Alexei (1856)
- Livets Alvor (1858)
- Skal jeg sætte min Datter i Skole? (1859)
- Danske Landsbyhistorier (1860)
- Endnu nogle Ord om Skolevæsenet i Kjøbenhavn (1862)
- Charlotte Corday (1862)
- Cornelia (1862)
- Om Adkomstexamen til at forestaa private Skiler i Kjøbenhavn (1862)
- Stedmoder og Steddatter (1865)
- Den nationale Pigeskole (1867)
- Om Stiftelser til Sædeligheds Fremme (1867)
- Enhver sin Mission (1870)